# Ranunculus hibamontanus
Ranunculus hibamontanus är en ranunkelväxtart som beskrevs av Yuichi Kadota. Ranunculus hibamontanus ingår i släktet ranunkler, och familjen ranunkelväxter. Inga underarter finns listade i Catalogue of Life.